# Braassemermeer
Het Braassemermeer, plaatselijk bekend als de Braassem, is een 425 hectare groot meer in het noorden van Zuid-Holland. In een oude koopbrief van 1 april 1296 wordt het meer "die Mere van Rinsaterwald" genoemd. Het Braassemermeer ligt in de gemeente Kaag en Braassem, met Roelofarendsveen op de west- en Rijnsaterwoude op de oostoever. In het zuiden van het meer bevindt zich het natuurgebied De Hemmen.
Het Braassemermeer en de Braassemermeer worden beide gezegd.
Via het Paddegat is het meer verbonden met de Wijde Aa en de Woudwetering. Via Oude Wetering is het meer verbonden met de Ringvaart. Daarmee loopt de scheepvaartroute van de Oude Rijn naar de Ringvaart door het meer.
Tegenwoordig wordt het meer vooral gebruikt voor watersportrecreatie als kanovaren en zeilen. Langs het meer bevinden zich verscheidene jachthavens en een overdekte jachthaven, watersportverenigingen, bootverhuurders, cafés en restaurants. In de winter is de Braassemermeer een populaire locatie voor ijszeilen, IJszeilvereniging Brasemermeer is dan ook de oudste ijszeilvereniging ter wereld. De vereniging organiseert als er ijs ligt nog steeds ijszeilwedstrijden met Oudhollandse ijsschuiten, de DN klasse en de internationale Monotype XV klasse.